# Lijst van Dublinners
Deze lijst geeft een overzicht van personen die geboren of overleden zijn in de Ierse stad Dublin en een artikel hebben op de Nederlandstalige Wikipedia. De lijst is gerangschikt naar geboortedatum.

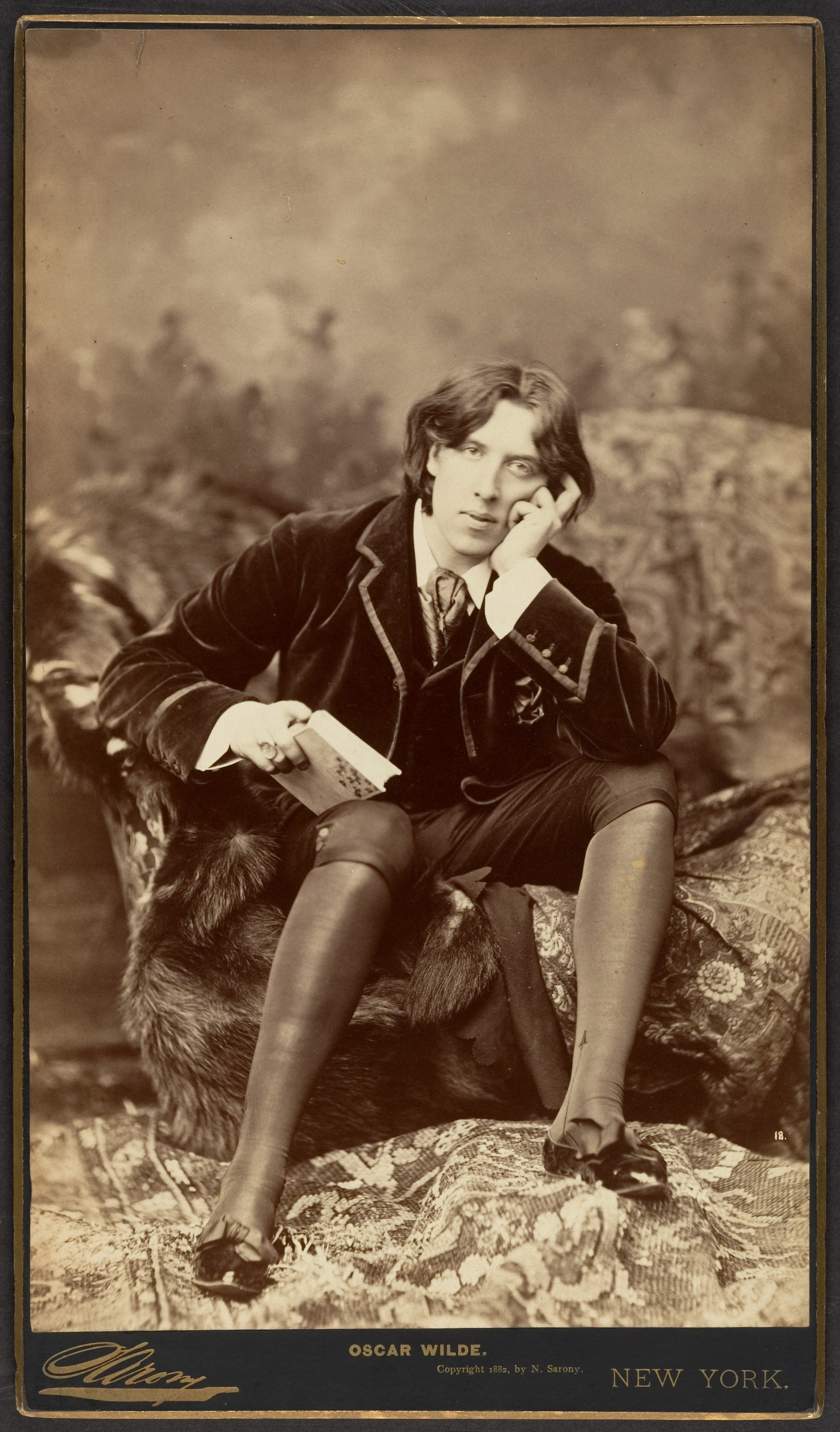
Schrijver en dichter Oscar Wilde (1854-1900)

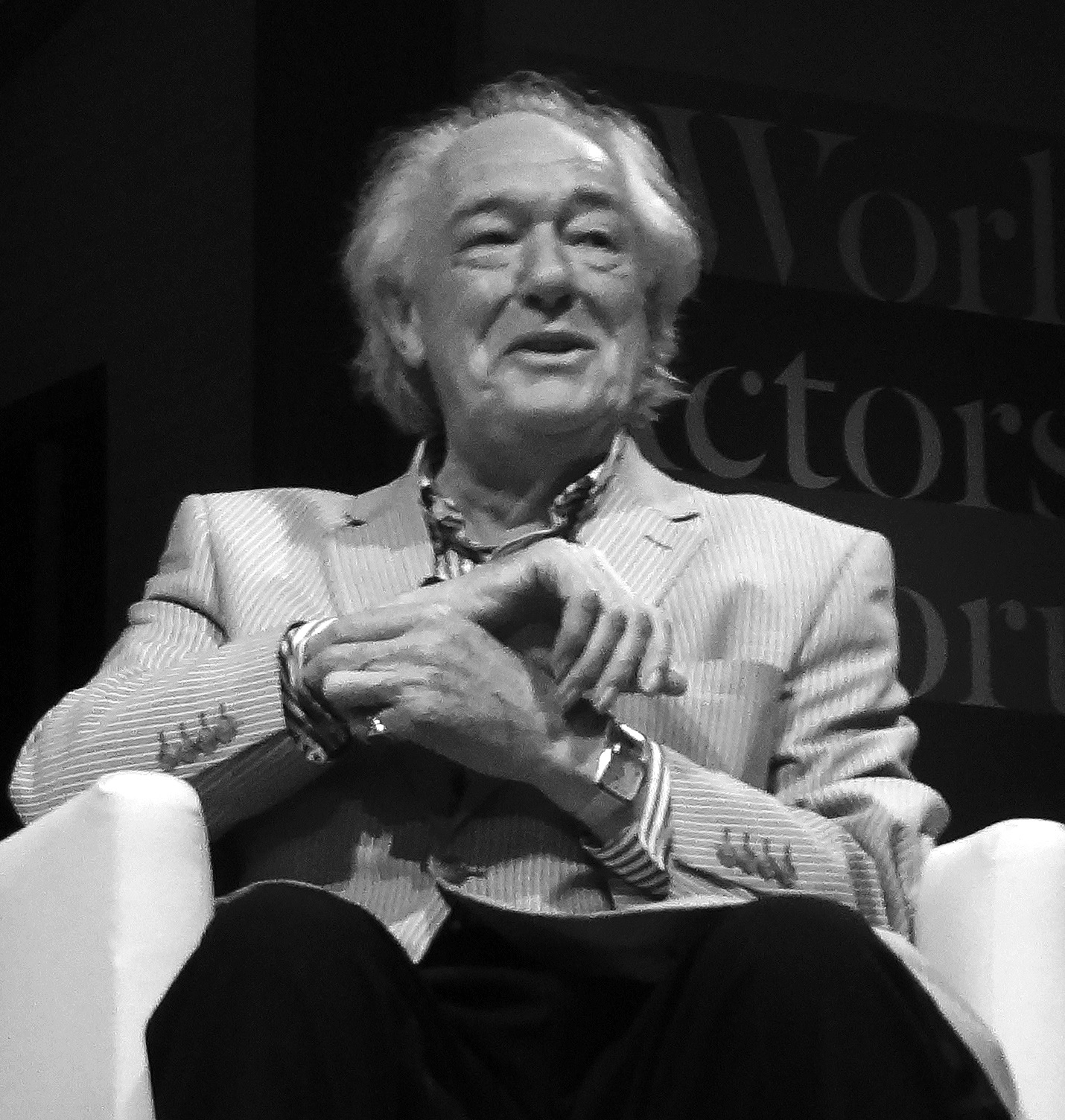
Acteur Michael Gambon (1940-2023)

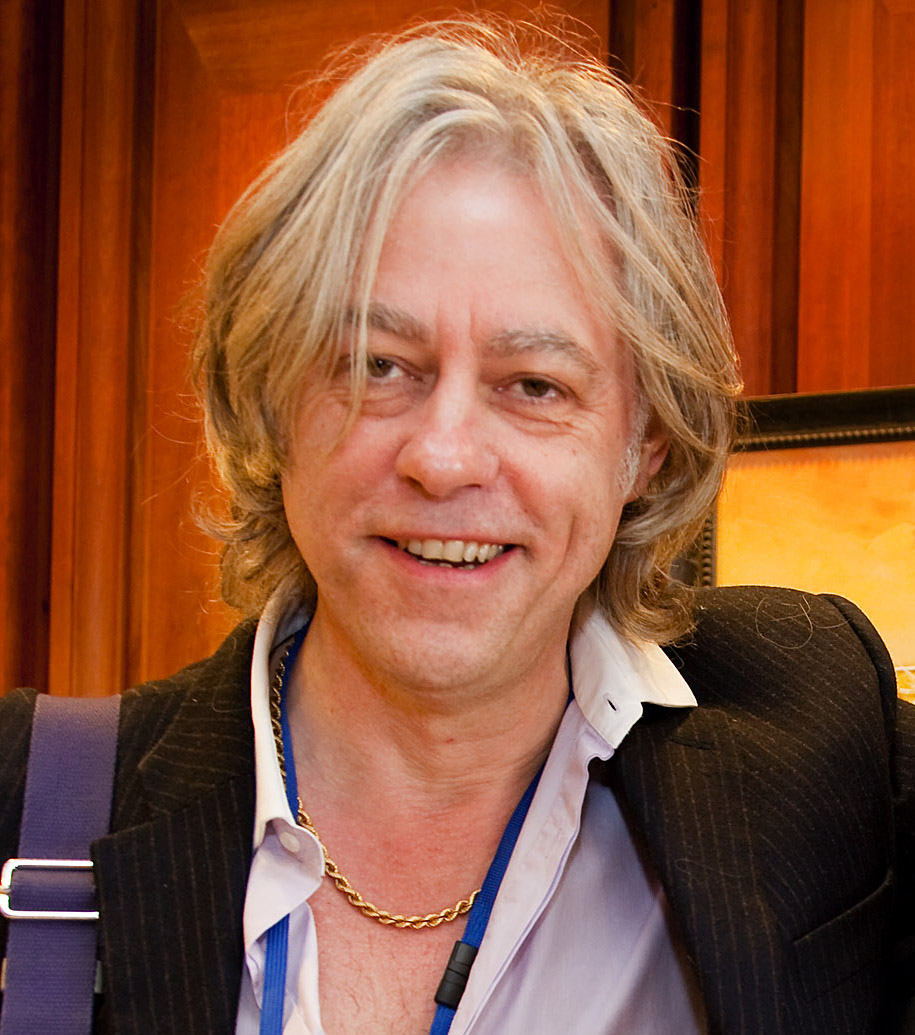
Zanger Bob Geldof (1951)

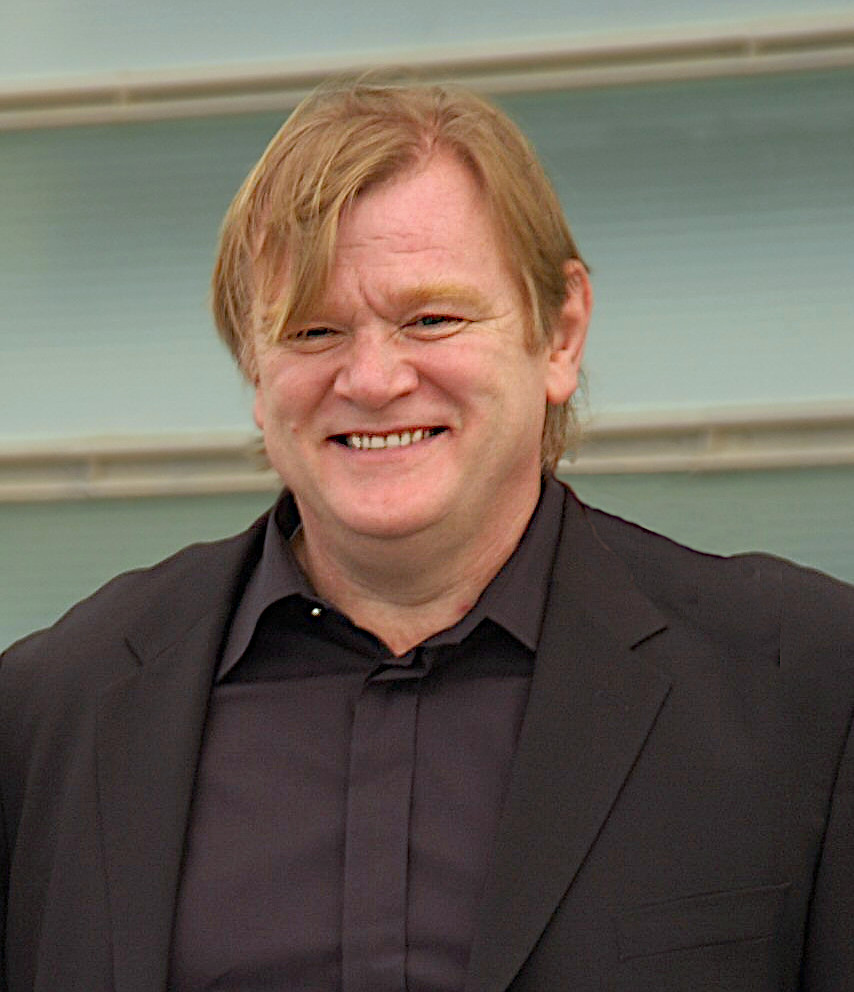
Acteur Brendan Gleeson (1955)

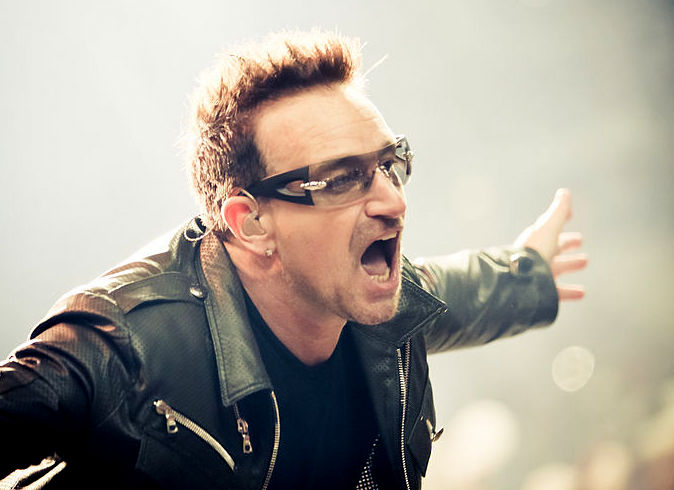
Zanger Bono (1960)

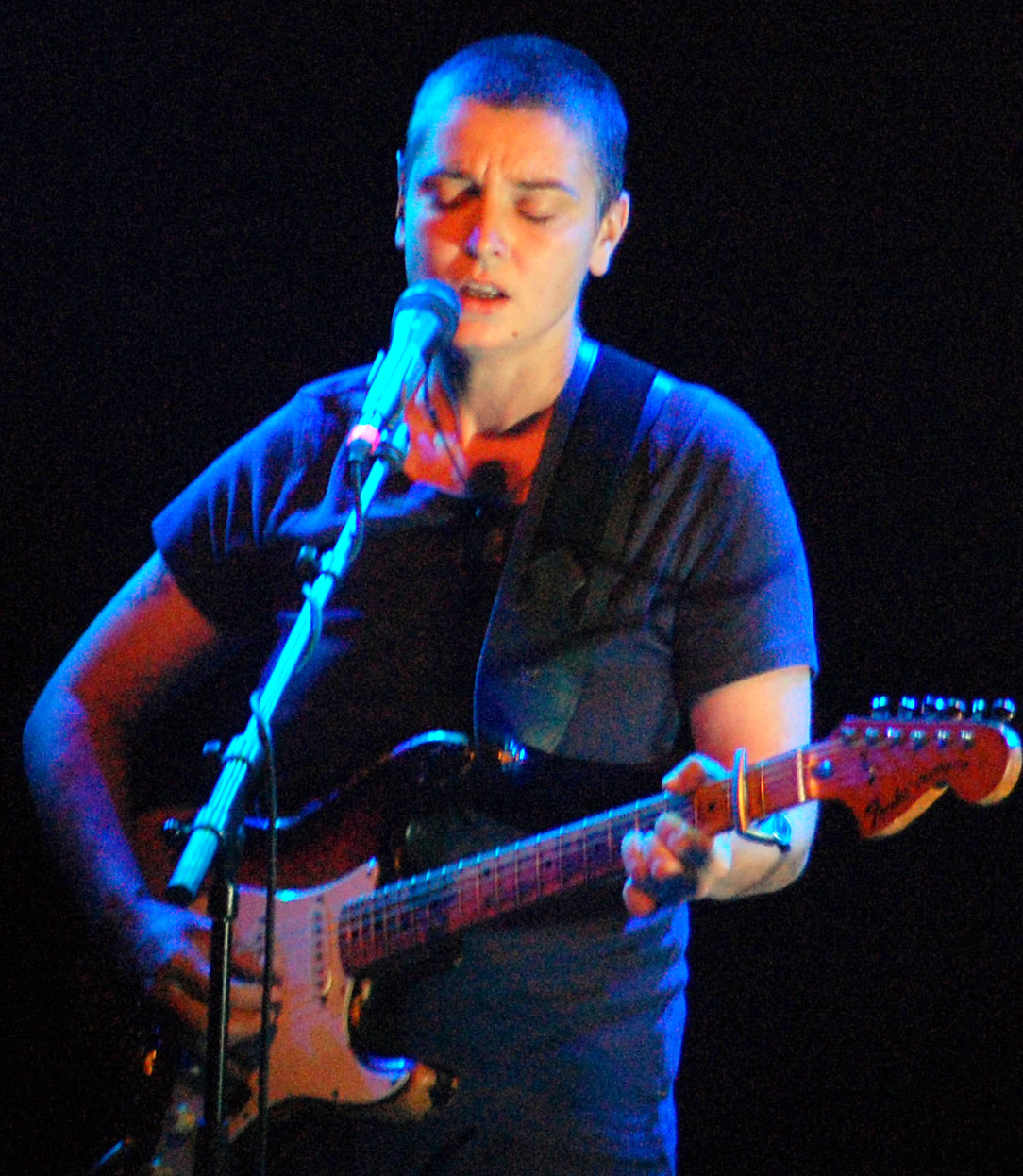
Zangeres Sinéad O'Connor (1966-2023)

## Geboren in Dublin

### Wetenschap
- Edward Sabine (1788-1883), astronoom, geofysicus, ornitholoog, ontdekker en de dertigste voorzitter van de Royal Society
- Frederick Thomas Trouton (1863-1922), natuurkundige

### Kunst
- Francis Bacon (1909-1992), Iers-Brits kunstschilder
- Dave Allen (1936-2005), komiek
- Michael Craig-Martin (1941), kunstenaar

### Toneel, televisie en film
- Sara Allgood (1883-1950), actrice
- J.M. Kerrigan (1884-1964), acteur
- Barry Fitzgerald (1888-1961), acteur
- Geraldine Fitzgerald (1913-2005), Iers-Amerikaans actrice
- Brendan Dillon (1918-2011), Amerikaans acteur
- Richard Todd (1919-2009), Brits acteur
- Jim Norton (1938), acteur
- Michael Gambon (1940-2023), toneel-, televisie-, en filmacteur
- Colm Wilkinson (1944), acteur en zanger
- Brenda Fricker (1945), actrice
- Sorcha Cusack (1949), actrice
- Gabriel Byrne (1950), acteur
- Colm Meaney (1953), acteur
- Brendan Gleeson (1955), acteur
- Aisling Walsh (1958), filmregisseur en scenarioschrijfster
- Lorcan Cranitch (1959), acteur
- Niamh Cusack (1959), actrice
- Orla Brady (1961), actrice
- Liam Cunningham (1961), acteur
- Graham Norton (1963), acteur, komiek en televisiepresentator
- Aidan Gillen (1968), acteur
- Aidan McArdle (1970), acteur
- Glenn Quinn (1970-2002), acteur
- Victoria Smurfit (1974), actrice
- Hugh O'Conor (1975), acteur
- Colin Farrell (1976), acteur
- Genevieve O'Reilly (1977), actrice
- Jonathan Rhys Meyers (1977), acteur
- A.J. Buckley (1978), acteur
- Aidan Turner (1983), acteur
- Sarah Bolger (1991), actrice
- Aisling Franciosi (1993), actrice

### Muziek
- John Field (1782-1837), pianist en componist
- Tommy Reck (1921-1991), doedelzakspeler
- Gerard Victory (1921-1995), componist
- Seán Potts (1930-2014), muzikant
- Seóirse Bodley (1933-2023), componist, muziekpedagoog en dirigent
- Ciarán Bourke (1935-1988), muzikant (The Dubliners)
- Martin Fay (1936-2012), violist (The Chieftains)
- Richard Rock (Dickie Rock) (1938-2024), zanger
- Barney McKenna (1939-2012), muzikant (The Dubliners)
- Luke Kelly (1940-1984), zanger en musicus (The Dubliners)
- Seán Keane (1946-2023), violist
- Philip Martin (1947), componist, muziekpedagoog en pianist
- Brian Downey (1951), drummer (Thin Lizzy)
- George Furey (1951), folkmuzikant
- Bob Geldof (1951), zanger
- Derek Rowen (1959), muzikant en schilder
- Gavin Friday (1959), zanger, componist en schilder
- Linda Nolan (1959-2025), zangeres, actrice en televisiepersoonlijkheid
- Bono (1960), zanger (U2)
- Mick O'Brien (1961), uilleann pipes-speler
- Mark Kelly (1961), gitarist en bouzoukispeler
- Larry Mullen jr. (1961), drummer (U2)
- Dave King (1961), zanger en de voorman van de Iers-Amerikaanse punkband Flogging Molly
- Ronan Hardiman (1962), componist van Lord of the Dance
- Sinéad O'Connor (1966-2023), zangeres
- Damien Rice (1973), zanger
- Jennifer Walshe (1974), componiste en librettist
- Stephen Gately (1976-2009), zanger
- Ronan Keating (1977), zanger
- Lisa Kelly (1977), zangeres
- Annie Mac (1978), dj en televisiepresentatrice
- Nicky Byrne (1978), zanger
- Brian McFadden (1980), zanger
- Danny O'Donoghue (1980), zanger The Script
- Hilary Woods (1980), muzikante (eerste bassiste van JJ72 en solo) en beeldend kunstenares
- James Vincent McMorrow (1983), singer-songwriter
- Lisa Lambe  (1984), zangeres
- Siva Kaneswaran (1988), zanger uit The Wanted
- Chloë Agnew (1989), zangeres
- Jedward (1991), rapduo
- Gavin James (1991), zanger

### Sport
- Joe Kinnear (1946-2024), voetballer en voetbalcoach
- Eddie Jordan (1948-2025), autocoureur en ondernemer
- Pat McQuaid (1949), wielrenner en sportbestuurder
- John O'Leary (1949-2020), golfspeler
- Eamonn Coghlan (1952), atleet
- Gerard Daly (1954), voetballer
- Paul Bannon (1956-2016), voetballer
- Kevin Moran (1956), voetballer en Gaelic football-speler
- Frank Stapleton (1956), voetballer
- John Devine (1958), voetballer
- Stephen Roche (1959), wielrenner
- Martin Earley (1962), wielrenner
- Paul Kimmage (1962), wielrenner en journalist
- Paul McCormack (1963), wielrenner
- Niall Quinn (1966), voetballer
- Lawrence Roche (1967), wielrenner
- Peter Lawrie (1974), golfspeler
- Owen Heary (1976), voetballer
- Mark Kennedy (1976), voetballer
- Stephen Farrelly (1978), worstelaar, beter bekend onder zijn ringnaam Sheamus
- Damien Duff (1979), voetballer
- Cian O'Connor (1979), ruiter
- Robbie Keane (1980), voetballer
- Des Byrne (1981), voetballer
- Sam Collins (1982), schaker
- Wes Hoolahan (1982), voetballer
- Darren Sutherland (1982-2009), bokser
- David Gillick (1983), atleet
- Joanne Cuddihy (1984), atlete
- Glenn Whelan (1984), voetballer
- Kirsten McGarry (1985), alpineskiester
- Stephen Ward (1985), voetballer
- Joey O'Brien (1986), voetballer
- Stephen Quinn (1986), voetballer
- Chris McCann (1987), voetballer
- Conor McGregor (1988), MMA-vechter
- Robbie Brady (1992), voetballer
- Jeff Hendrick (1992), voetballer
- Graham Burke (1993), voetballer
- Sam Byrne (1995), voetballer
- Gavin Bazunu (2002), voetballer
- Troy Parrott (2002), voetballer
- Jessica Gadirova (2004), gymast

### Politiek
- Edmund Burke (1729-1797), filosoof en politicus (grondlegger van het moderne conservatisme)
- Helena Molony (1883-1967), republikein, feminist en arbeidsactivist
- Peter Sutherland (1946-2018), directeur Goldman Sachs, eurocommissaris
- Bertie Ahern (1951), voormalig Taoiseach (premier van Ierland)
- Pat Cox (1952), journalist, tv-presentator en politicus
- Alexandra Colen-Beliën (1955), Vlaams politica
- Paschal Donohoe (1974), politicus, vanaf 2020 voorzitter Eurogroep

### Varia
- Violet Gibson (1876-1956), pleegde een aanslag op Mussolini
- Colman Doyle (1932), persfotograaf
- Kevin Farrell (1947), kardinaal
- Charlie Bird (1949-2024), journalist en presentator
- Jim Sheridan (1949), filmregisseur en -producent
- Rosanna Davison (1984), schoonheidskoningin
- Hazel O'Sullivan (1988), model

## Overleden in Dublin
- Constance Markievicz (1868-1927), minister, parlementslid, revolutionair, suffragette
- Maud Gonne (1866-1953), activist, feminist, acteur
- Kathleen Lynn (1874-1955), Teachta Dála, suffragette, activiste en arts
- Inge Heijbroek (1915-1956), Nederlands hockeyspeler
- Barry Fitzgerald (1888-1961), acteur
- Seamus Elliott (1934-1971), wielrenner
- Thomas C. Kelly (1917-1985), componist
- Seán MacBride (1904-1988), jurist en politicus
- Ronnie Drew (1934-2008), gitarist en zanger (The Dubliners)
- Tomás Mac Giolla (1924-2010), politicus
- Kieran Phelan (1949-2010), politicus
- Seamus Heaney (1939-2013), Noord-Iers dichter, toneelschrijver, vertaler en winnaar van de Nobelprijs voor Literatuur
- Seán Potts (1930-2014), tin whistle bespeler
- Desmond Connell (1926-2017), kardinaal
- Desmond O'Malley (1939-2021), politicus
- Michael O'Kennedy (1936-2022), politicus
- Shane MacGowan (1957-2023), muzikant en zanger van The Pogues
- John Bruton (1947-2024), minister